# Matty Fryatt
Matthew Charles Fryatt (Nuneaton, Inglaterra, 5 de marzo de 1986) es un exfutbolista inglés. Jugaba de delantero y se retiró en febrero de 2018 con 31 años debido a problemas físicos.

## Selección nacional
Fue internacional con la selección de fútbol sub-19 de Inglaterra.

## Clubes
| Club                               | País       | Año       |
| ---------------------------------- | ---------- | --------- |
| Walsall F. C.                      | Inglaterra | 2003-2006 |
| Carlisle United F. C. (cedido)     | Inglaterra | 2003-2004 |
| Leicester City F. C.               | Inglaterra | 2006-2010 |
| Hull City A. F. C.                 | Inglaterra | 2011-2014 |
| Sheffield Wednesday F. C. (cedido) | Inglaterra | 2013      |
| Nottingham Forest F. C.            | Inglaterra | 2014-2017 |

## Palmarés

### Campeonatos nacionales
| Título              | Club           | País       | Año  |
| ------------------- | -------------- | ---------- | ---- |
| Football League One | Leicester City | Inglaterra | 2009 |